# Ferdinand Maximilian zu Ysenburg-Büdingen

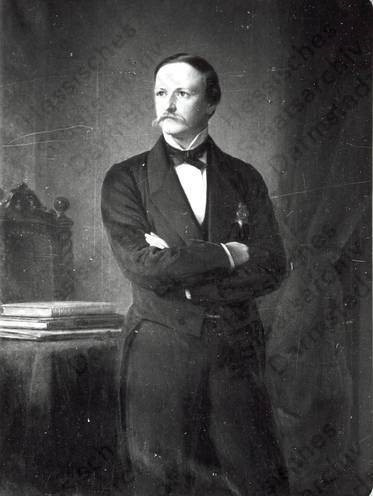
Fürst Ferdinand Maximilian III.

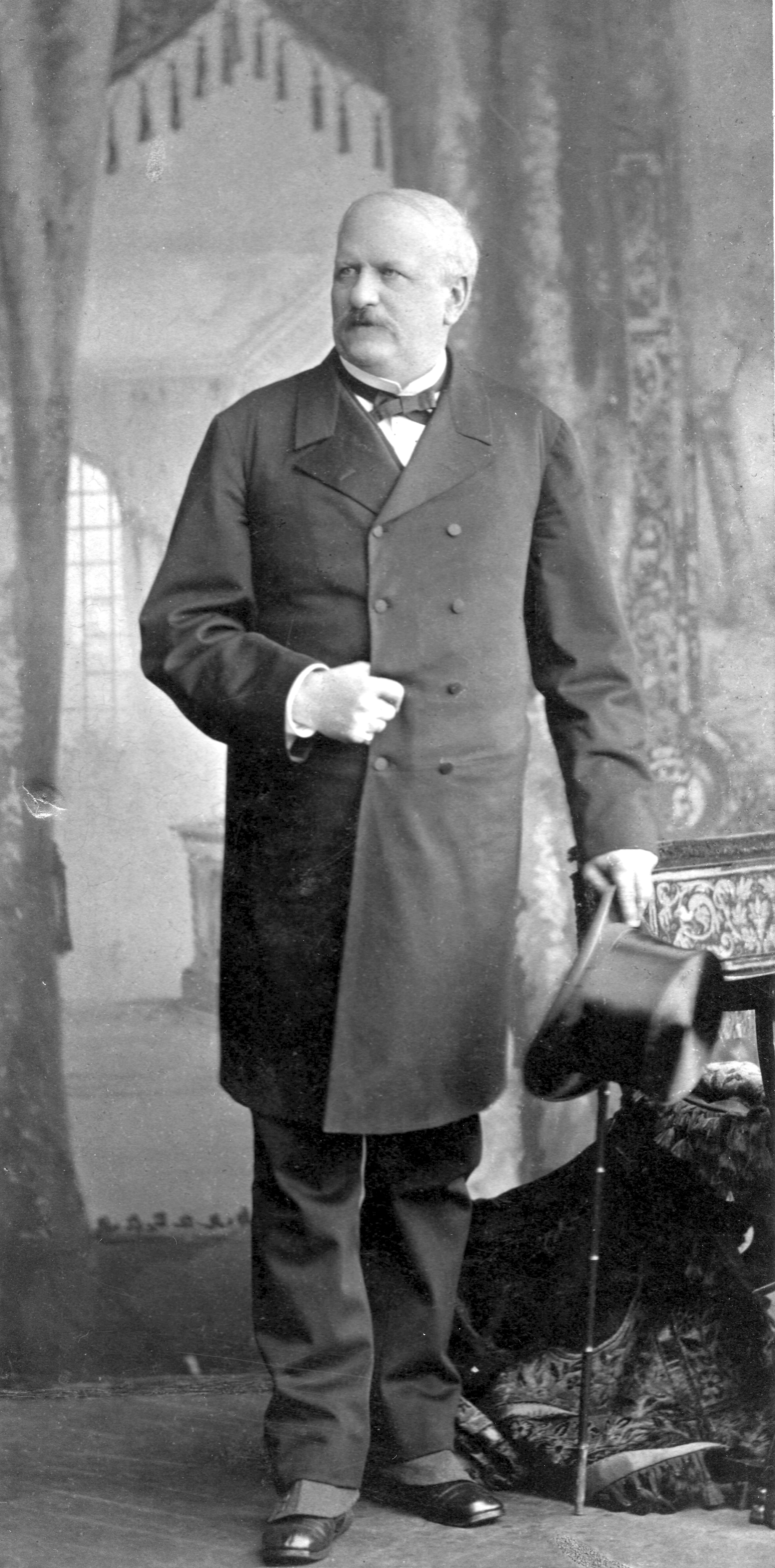

Ferdinand Maximilian III. Adolf Ernst Ludwig Philipp Graf (seit 1865 Fürst) zu Ysenburg und Büdingen (* 24. Oktober 1824 in Wächtersbach; † 5. Mai 1903 ebenda) war ein deutscher Standesherr, Politiker und Abgeordneter.

## Familie
Ferdinand Maximilian III. war ein Sohn des Grafen Adolf II. zu Ysenburg und Büdingen in Wächtersbach (1795–1859) und seiner Frau Luise Charlotte Philippine Ferdinande  geb. Gräfin von Philippseich (1798–1877), einer Tochter des Heinrich Graf zu Ysenburg und Büdingen in Philippseich, Königlich-Bayerischer Generalleutnant à la suite, und der Amalie Isabelle Sidonie Gräfin zu Bentheim-Tecklenburg-Rheda. Verheiratet war er seit 1849 mit Augusta Marie, geb. Prinzessin von Hanau, Gräfin von Schaumburg (1829–1887), einer Tochter des letzten Kurfürsten von Hessen-Kassel, Friedrich Wilhelm, aus dessen morganatischer Ehe mit Gertrude Falkenstein, Fürstin von Hanau.

## Leben
1847 trat er die Nachfolge in der Standesherrschaft an. Von 1856 bis 1903 war er als Standesherr Mitglied der 1. Kammer des Landtags des Großherzogtums Hessen, seit 1856 zum Eintritt berechtigt, keine Teilnahme, mehrfach entschuldigt, 1875–1887 vertreten durch seinen Sohn Friedrich Wilhelm. Von 1868 bis 1885 war er als Abgeordneter der Ritterschaft Mitglied des Kurhessischen Kommunallandtags des preußischen Regierungsbezirks Kassel bzw. des Provinziallandtages der preußischen Provinz Hessen-Nassau.